# پرونده دیوان بین‌المللی دادگستری درباره اشغال سرزمین‌های فلسطینی به‌دست اسرائیل
پرونده دیوان بین‌المللی دادگستری دربارهٔ اشغال سرزمین‌های فلسطینی به دست اسرائیل، دادرسی‌ای در دیوان بین‌المللی دادگستری (ICJ) است که از قطعنامه‌ای نشأت گرفته که مجمع عمومی سازمان ملل متحد (UNGA) در دسامبر ۲۰۲۲ به تصویب رساند و ازاین دیوان درخواست کرد تا یک نظر مشورتی ارائه کند.
اسرائیل از سال ۱۹۶۷ سرزمین‌های فلسطینی کرانه باختری و نوار غزه را اشغال کرده است که آن را به طولانی‌ترین اشغال نظامی جهان در تاریخ معاصر تبدیل می‌کند. در سال ۲۰۰۴، دیوان بین‌المللی دادگستری یک نظر مشورتی در مورد دیوار کرانه باختری اسرائیل ارائه کرد و حکم کرد که این دیوار مغایر با قوانین بین‌المللی است و باید برچیده شود.
در ژانویه ۲۰۲۳، دیوان بین‌المللی دادگستری درخواست شورای امنیت سازمان ملل برای ارائه نظر مشورتی در مورد پیامدهای قانونی ناشی از سیاست‌ها و اقداماتاسرائیل در سرزمین‌های اشغالی فلسطین، از جمله بیت‌المقدس شرقی را پذیرفت.
جلسات استماع عمومی در روز دوشنبه ۱۹ فوریه ۲۰۲۴ در لاهه با شرکت ۵۲ کشور و سه سازمان بین‌المللی آغاز شد که آن را به یکی از پرمخاطب‌ترین جلسات در تاریخ این دیوان تبدیل کرد. تعدادی از دولت‌ها و سازمان‌ها، از جمله آفریقای جنوبی و عفو بین‌الملل، اشغال اسرائیل را در حد آپارتاید توصیف کرده‌اند. نظر مشورتی دادگاه در ۱۹ ژوئیه ۲۰۲۴ ارائه شد و مشخص شد که سیاست‌های شهرک سازی و بهره‌برداری اسرائیل از منابع سرزمین‌های فلسطینی ناقض قوانین بین‌المللی است.

## زمینه
پیش نویس طرحی که توسط دولت فلسطین تهیه شده بود در ۱۱ نوامبر ۲۰۲۲ توسط کمیته ویژه سیاسی و استعمار زدایی (کمیته چهارم) تصویب شد. این طرح با ۹۸ رأی موافق، ۱۷ رأی مخالف و ۵۲ رأی ممتنع به تصویب رسید و به مجمع عمومی ارسال شد. نیکاراگوئه پیش نویس قطعنامه را ارائه کرد زیرا فلسطین عضو کامل سازمان ملل نیست.
مجمع عمومی سازمان ملل متحد در ۳۰ دسامبر ۲۰۲۲ قطعنامه A/RES/77/247 را با ۸۷ رأی موافق، ۲۶ رأی مخالف و ۵۳ رأی ممتنع به تصویب رساند.
در ۲۰ ژانویه ۲۰۲۳، دیوان تأیید کرد «این درخواست از طریق نامه ای که توسط دبیرکل سازمان ملل متحد، آنتونیو گوترش، در ۱۷ ژانویه ارسال شد، به دیوان بین‌المللی دادگستری منتقل شد و این درخواست دیروز پنجشنبه ثبت شد.»

## حکم
دیوان حکم خود را در ۱۹ ژوئیه ۲۰۲۴ صادر کرد. در این حکم نتیجه‌گیری شده که اسرائیل باید به اشغال غیرقانونی سرزمین‌های فلسطینی پایان دهد، از ایجاد شهرک‌های جدید جلوگیری کند، و همه آنهایی که ایجاد شده‌اند را تخلیه کند. همچنین اضافه شده که در جاهایی که فلسطینیان زمین و ملاک از دست داده‌اند اسرائیل باید جبران خسارت بپردازد. در رابطه با ممنوعیت جداسازی نژادی و آپارتاید در معاهده بین‌المللی محو همه اشکال تبعیض نژادی (CERD), دیوان دریافت که قوانین اسرائیل بین فلسطینیان و شهرک نشینان در سرزمین‌های اشغال شده به معنای فیزیکی و حقوقی «یک جدایی پیاده می‌کنند،» که ناقض این معاهده است.: ۶۵  همچنین دریافت که همه دولت‌ها، و نهادها نظیر شورای امنیت سازمان ملل متحد و مجمع عمومی سازمان ملل متحد، ملزمند این اشغال‌گری را نه قانونی تلقی کنند نه به حفظ حضور اسرائیل در سرزمین‌های اشغال شده «امداد یا یاری» برسانند.
دیوان اعمالی چون از جمله بیرون راندن اجباری، ویران‌سازی فراگیر خانه‌ها و گستراندن قانون اسرائیل به کرانه باختری، اعمال محدودیت بر رفت‌وآمد فلسطینیان، انتقال و حفظ شهرک نشینان به اورشلیم شرقی و کرانه باختری، و ناکامی در حفاظت از فلسطینیان در برابر خشونت شهرک‌نشینان اسرائیلی، اعمال محدودیت بر دسترسی به آب، و استثمار منابع در مناطق اشغال شده را از نقض‌های قوانین بین‌الملل شناسایی کرد. با وجود برجسته سازی سیاست جداسازی اسرائیل، دیوان با ذکر تفاوت بین جداسازی نژادی و آپارتاید، تا مرز آپارتاید شناختن این سیاست بر اساس قوانین بین‌الملل پیش رفت ولی حکم نکرد که این سیاست آپارتاید است. گمانه زنی شده بود که این ممکن است ناشی از دغدغه‌ها برای دستیابی به اجماع حداکثری بزرگ بین قضات رئیس دیوان بوده است.

در این حکم نوشته شده است:
دیوان بر این باور است که نقض ممنوعیت تصرف اراضی با زور توسط اسرائیل و حق تعیین سرنوشت مردم فلسطین تأثیر مستقیمی بر قانونی بودن ادامه حضور اسرائیل به عنوان یک قدرت اشغالگر در سرزمین اشغالی فلسطین دارد. سوء استفاده مداوم اسرائیل از موقعیت خود به عنوان یک قدرت اشغالگر، از طریق الحاق و اعمال کنترل دائمی بر سرزمین اشغالی فلسطین و ادامه نارضایتی از حق مردم فلسطین برای تعیین سرنوشت خود، ناقض اصول اساسی حقوق بین‌الملل است و حضور اسرائیل در اراضی اشغالی فلسطین غیرقانونی می‌کند.
دیوان اظهار داشت که فرایند صلح اسرائیل و فلسطین از اعمال قوانین بین‌الملل به این وضعیت جلوگیری نمی‌کند. دیوان بین‌المللی دادگستری اظهار داشت که مجمع عمومی سازمان ملل متحد و شورای امنیت سازمان ملل متحد ملزمند شیوه پایان دادن به حضور غیرقانونی اسرائیل در سرزمین‌های اشغال شده را تعیین کنند و همه دولت‌ها ملزم به همکاری با عدم به رسمیت‌شناسی اشغال سرزمین‌های اشغال شده به دست اسرائیل هستند.